# Warsaw Saxophone Orchestra
Warsaw Saxophone Orchestra to zespół powstały w 2017 roku z inicjatywy saksofonisty Pawła Gusnara. Tworzą go studenci i absolwenci klasy saksofonu Uniwersytetu Muzycznego Fryderyka Chopina, którzy należą do grona najlepszych polskich saksofonistów młodego pokolenia, laureaci licznych nagród indywidualnych i zespołowych zdobytych w międzynarodowych konkursach. Formacja wyróżnia się wysokim poziomem artystycznym, kreatywnością i twórczą pasją. Na brzmienie orkiestry składa się cała rodzina saksofonów (od sopranowego przez altowy, tenorowy, barytonowy po basowy), która z powodzeniem imituje większość brzmień orkiestry symfonicznej.

## Działalność artystyczna, dyskografia
Warsaw Saxophone Orchestra koncertowała w Polsce (m.in. w Filharmonii Narodowej, Filharmonii Zielonogórskiej, Teatrze Wielkim – Operze Narodowej, Europejskim Centrum Muzyki Krzysztofa Pendereckiego w Lusławicach) i za granicą, podczas takich festiwali jak Dni Muzyki nad Odrą, Szalone Dni Muzyki, Europejski Stadion Kultury, Międzynarodowy Festiwal Saksofonowy „Bielsko-Biała International Saxfest 2020”, Emanacje. W maju 2023 roku, w ramach programu Reach the Stars, wystąpiła z legendarnym Branfordem Marsalisem.
W 2022 roku nakładem Chopin University Press ukazał się premierowy album zespołu: Warsaw Saxophone Orchestra – debut! (live). Płyta zdobyła nagrodę Akademii Fonograficznej Fryderyk 2023 w kategorii „Album roku – muzyka orkiestrowa”.